# Dachs (Panzer)
Der Pionierpanzer 2A1 Dachs oder Pionierpanzer Dachs  gehört zur Gruppe der Kampfunterstützungsfahrzeuge und ist der Nachfolger des Pionierpanzer 1. Er ist ein gepanzertes Pionier-Arbeitsgerät und basiert auf dem Leopard-1-Fahrgestell. Zu seinem Aufgabengebiet zählen das Bergen von Schadfahrzeugen, das Herstellen von Zu- und Abfahrten sowie Ein- und Ausfahrten an Gewässerübergangsstellen oder steilen und schlammigen Uferzonen, das Befahrbarmachen des Gewässergrundes sowie das Anlegen und Beseitigen von Hindernissen und Sperren auf dem Gefechtsfeld. Eingesetzt wird das Fahrzeug bei den Pionieren und Panzerpionieren des Heeres der Bundeswehr sowie bei den Kanadischen Streitkräften unter der Bezeichnung Badger – Armoured Engineering Vehicle (AEV). Ebenso wird er bei der chilenischen Armee eingesetzt. Es ist der erste Pionierpanzer der Bundeswehr, der gezielt auf die Einsatzgebiete der Pioniere optimiert wurde.

## Entwicklung
Nach dem Scheitern des Vorhabens gepanzerte Pioniermaschine (GPM) suchte die Bundeswehr weiterhin einen Nachfolger für den Pionierpanzer 1. Gemäß den Aufgabenfeldern der Pioniere, dem Fördern der Bewegungen der eigenen Kampftruppe und Hemmen der des Gegners durch das Anlegen von Sperren, sollten alle Arbeiten unter ABC- und Panzerschutz ausführbar sein. Gefordert wurde vom Bundesministerium der Verteidigung (BMVg) ein kostengünstiger vollwertiger Pionierpanzer, der die Erfahrungen aus dem GPM-Projekt berücksichtigt. Das Gesamtauftragsvolumen umfasste 140 Fahrzeuge mit einem Gesamtwert von 190 Millionen DM. Das Auslieferungsziel war 1990.
Das Unternehmen Maschinenbau Kiel (MaK) baute im Zeitraum 1981 bis 1983 seine ersten zwei Prototypen und testete diese 1984 im Werksversuch. Der dritte Prototyp folgte 1987 nach der Auftragsvergabe durch das Bundesamt für Wehrtechnik und Beschaffung. Der Entwurf von MaK basierte auf einem modifizierten Bergepanzer 2 und erhielt statt der Krananlage einen Teleskoparm mit Tieflöffel des Unternehmens Wieger Maschinenbau. Das für Fehler anfällige Bohrgerät des Pionierpanzer 1 wurde nicht weiterverfolgt. Die Eisenwerke Kaiserslautern (EWK) zeigten sich verantwortlich für das Schwenkwerk und die Baggeranlage. Jung Jungenthal übernahm erneut – wie bereits beim GPM-Projekt – den Umbau der Fahrgestelle. 75 % der Baugruppen der Leopard-Serie fanden sich im Dachs wieder. Das Gefechtsgewicht erreichte 43 t.
MaK fertigte als Generalunternehmer ab 1988 den Pionierpanzer. Gemäß dem Planungsziel des BMVg entstanden diese aus dem Umbau von 104 Bergepanzern 2 und den vorhandenen 36 Pionierpanzern 1.
Das erste Serienfahrzeug des Pionierpanzer 2A1 Dachs wurde am 13. April 1989 in Plön übergeben und lag damit vor dem Auslieferungsziel der Bundeswehr. Die Bezeichnung A1 wurde gewählt, um die Leistungssteigerung der Baugruppe gegenüber dem Bergepanzer zu zeigen. Die Leiter auf dem Teleskoparm und das Bug-MG entfielen beim Dachs und war nur auf einem Prototyp zu finden. Die erprobte hydraulische sowie mechanische Schnittwinkelverstellung ließ man ebenfalls fallen.

## Technische Beschreibung

### Innenausstattung und Besatzung

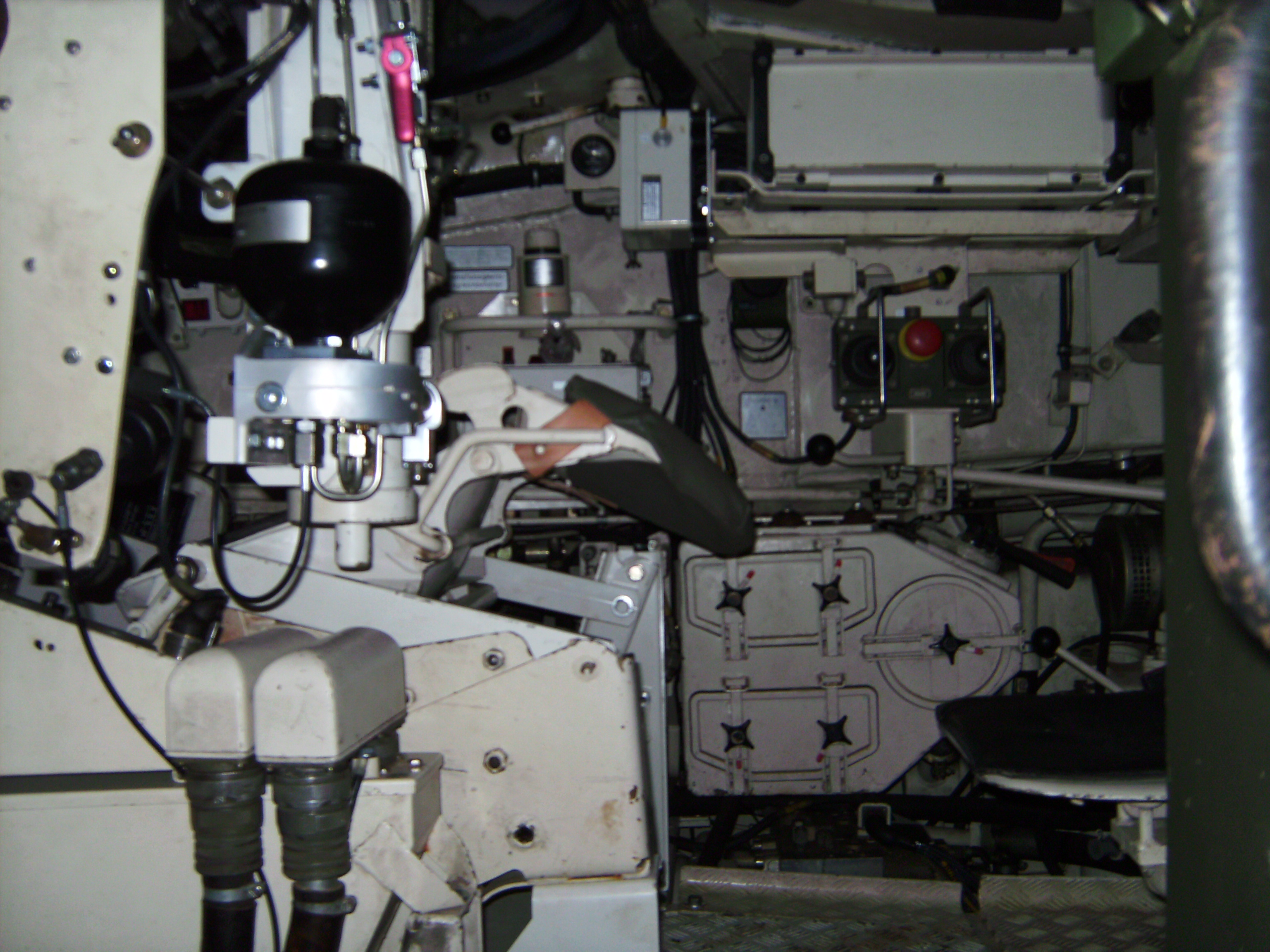
Dachs Innenraum. In der Bildmitte ist die Fernbedienung des Teleskoparms sowie im unteren Bereich ein Teil der ABC-Schutzanlage zu sehen.

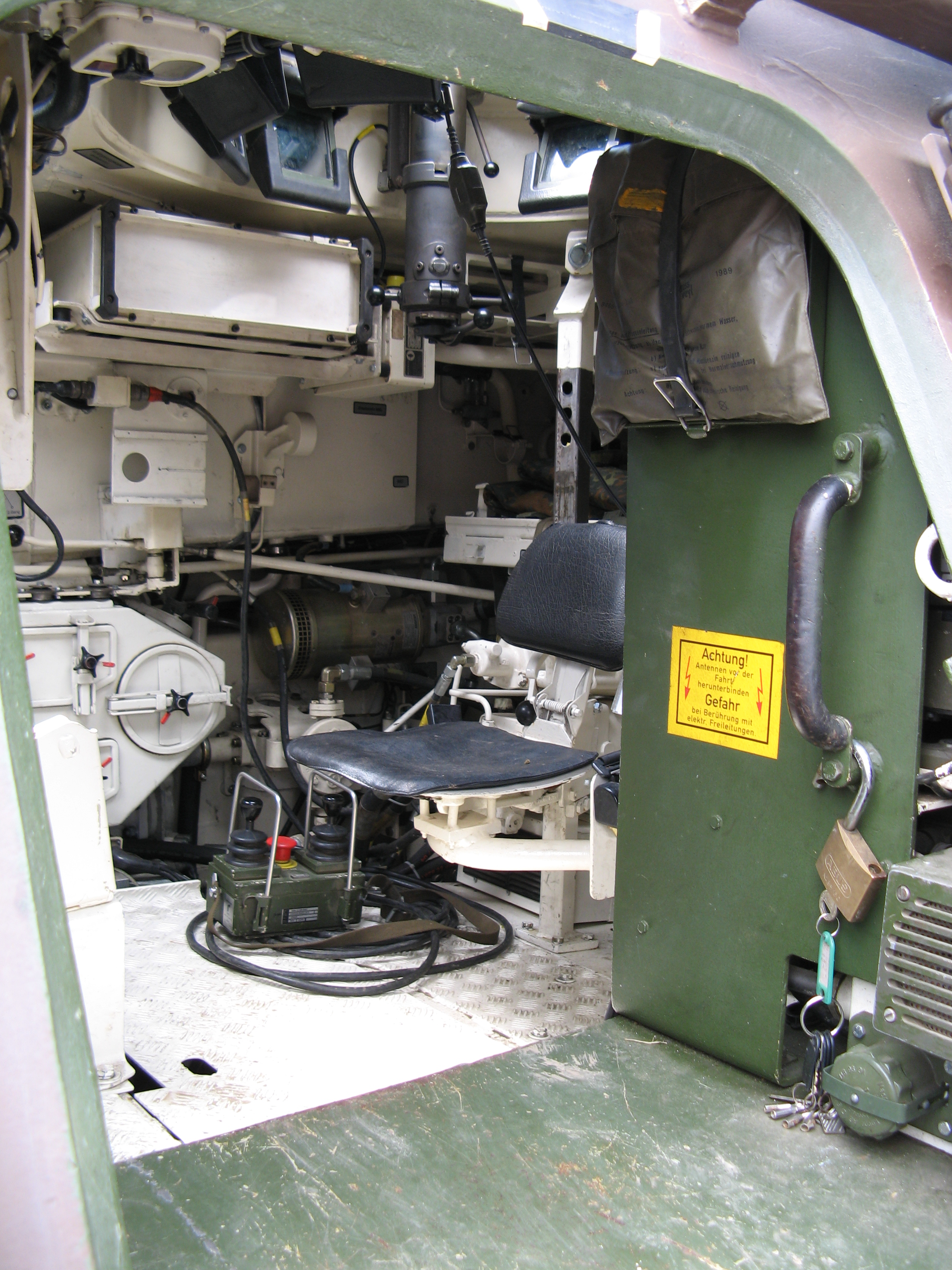
Blick auf den Platz des Kommandanten durch die Einstiegsluke

Die Besatzung besteht aus insgesamt drei Soldaten: Dem Fahrer, dem Kommandanten und einem dritten Besatzungsmitglied als zusätzliche Arbeitskraft. Der Fahrer sitzt vorne rechts im Fahrzeug unter einer einteiligen Luke. Er steuert den Panzer nach den Vorgaben des Kommandanten und bedient die pioniertechnischen Einrichtungen, darunter den Schild und die Winde. Weiterhin ist er für Wartungsarbeiten an der Wanne des Panzers verantwortlich. Der Kommandant sitzt leicht nach links versetzt direkt hinter dem Fahrer. Er führt den Panzer, hält die Funkverbindung zur übergeordneten Führungsebene und kann bei Bedarf den Fahrer bei Bedienung des Teleskoparms übersteuern. Weiterhin ist er für das Laden und Bedienen des Fliegerabwehrmaschinengewehrs verantwortlich. Der dritte Soldat sitzt im hinteren Teil des Aufbaus. Der Zugang zum Kampfraum erfolgt über die zwei Dachluken oder die Einstiegsluke auf der linken Fahrzeugseite.
Zur Kommunikation verfügen die Fahrzeuge der Bundeswehr über ein UKW-Funkgerät SEM 80 (Sender/Empfänger, mobil 80). Alle Winkelspiegel sind im Bereich der Arbeitsgeräte kippbar gelagert, um unter Panzerschutz arbeiten zu können. Als Nachtsichtgeräte dienen Restlichtverstärker.

### Schutzausstattung
Die Wanne des Dachs besteht aus geschweißtem Panzerstahl und besitzt eine einlagige Panzerung. Das Schutzniveau für das Fahrgestell entspricht dem des Leopard 1. Der gepanzerte Aufbau erreicht Panzerungsstärken von 25 mm bis 35 mm für die Seiten und 10 mm für das Dach. Die Hydraulikzylinder des Teleskoparms erhielten einen Splitterschutz. Zur Standardausrüstung zählen eine ABC-Schutz- und Belüftungsanlage sowie eine Feuerwarn- und Unterdrückungsanlage. Die Abgasanlage mit Frischluftbeimischung reduziert die Infrarot-Signatur und unterstützt so den passiven Panzerschutz.
Die kanadischen Pionierpanzer erhielten darüber hinaus für den KFOR und ISAF-Einsatz eine MEXAS-Zusatzpanzerung von IBD Deisenroth Engineering.

### Bewaffnung
Die Bewaffnung des Dachs ist vorwiegend zur Selbstverteidigung vorgesehen. Die dreiköpfige Besatzung der deutschen Streitkräfte verfügt über ein Maschinengewehr MG3 auf der Fliegerabwehrlafette der Kommandantenkuppel, eine Nebelmittelwurfanlage mit sechs Wurfbechern und ihre Handwaffen. Der kanadische Badger verfügt zusätzlich noch über das Bug-MG. Als Maschinengewehr dient dort das belgische FN MAG unter der Bezeichnung C6 GPM.

### Antrieb und Fahrwerk

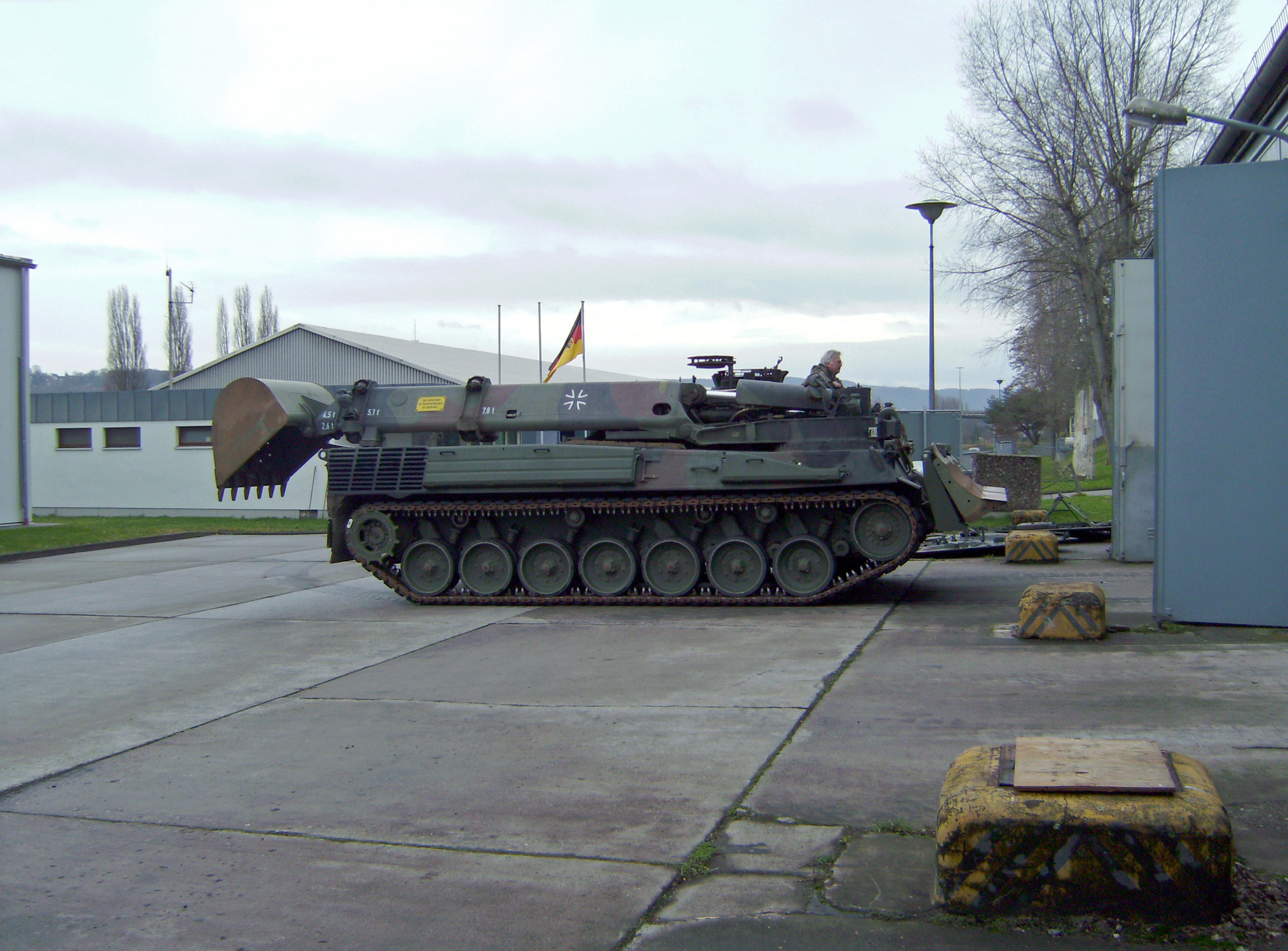
Der Dachs von der rechten Seite. Bei Nichtgebrauch wird der Teleskoparm nach hinten in Marschstellung abgelegt. Seitlich an der Wanne die 2009 ergänzten Werkzeugboxen.

Das drehstabgefederte Stützrollenlaufwerk des Leopard wurde ohne Änderungen übernommen. Je Seite verfügt es über sieben gummibereifte Doppellaufrollen und vier Stützrollen. Der Federweg wird durch Kegelstumpffedern und Endanschläge begrenzt. Das Antriebsrad der Kette befindet sich hinten.
Um den Verlust der Kette beim ‚Fahren in schwerem Gelände‘ zu vermeiden, erhielten die Prototypen übergroße Scheiben am Antriebsrad. Die Serienfahrzeuge wurden mit Kettenanlaufträgern (Triebradreinigern) ausgestattet, die bei Bedarf quer über die Triebradtrommel befestigt werden. Bei Nichtgebrauch werden diese hinten rechts am Heck verstaut. Als Gleiskette dient eine „lebende“ Endverbinderkette (Typ: D 640A) mit auswechselbaren Kettenpolstern des Herstellers Diehl. Der Bodendruck liegt bei 0,92 kg/cm².
Der komplette Antriebsstrang wurde ebenfalls eins zu eins übernommen. Angetrieben von einem 10-Zylinder-Vielstoffmotor des Typs MB 838 CaM-500 mit zwei mechanischen Ladern erreicht der Dachs eine Höchstgeschwindigkeit von 62 km/h. Das Triebwerk leistet 830 PS bei 37,4 Litern Hubraum und ermöglicht ein Leistungsgewicht von 19,3 PS/t. Der Kraftstoffvorrat der Tanks wurde auf 1410 l vergrößert. Die Straßenreichweite beträgt damit 500 km bei einem Verbrauch von 280 l auf 100 km.
Um eine gleichbleibende Ölversorgung auch in schwierigem Gelände und bei Schräglage zu gewährleisten, ist der Motor mit einer Trockensumpf-Druckumlaufschmierung ausgerüstet.
Die Stromversorgung des 24-V-Bordnetzes erfolgt durch einen flüssigkeitsgekühlten 9-kW-Drehstromgenerator. Die Batterieanlage besteht aus sechs Batterien zu je 12 Volt mit insgesamt 300 Amperestunden.
Für die Kraftübertragung auf die Kette nutzt der Dachs das Schaltgetriebe 4HP250 von ZF Friedrichshafen. Angeflanscht an den Motor verfügt es über vier Vorwärts- und zwei Rückwärtsgänge, die elektro-hydraulisch geschaltet werden. Gekuppelt wird über einen hydraulischen Drehmomentwandler mit Überbrückungskupplung. Die Bremsen des Fahrzeugs entsprechen den Mindestanforderungen der Straßenverkehrs-Zulassungs-Ordnung und sind als hydraulische Einkreis-Scheibenbremsen mit Bremsölpumpenunterstützung und Stickstoffreserve ausgelegt.

### Pionierausstattung

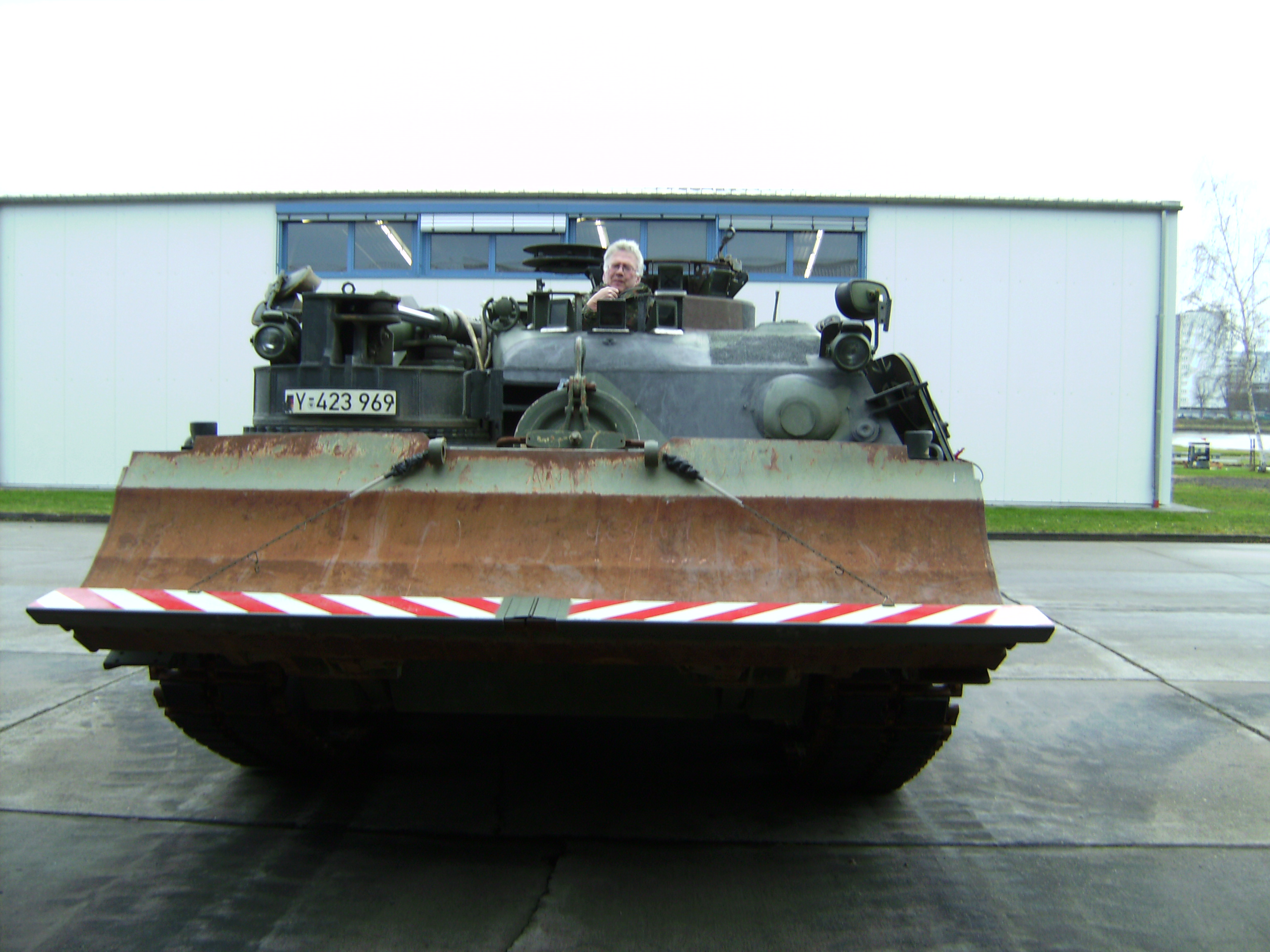
Frontansicht Dachs mit vergrößertem Räumschild. Die Schildverbreiterung ist hinter den Schild geklappt und arretiert. Der Platz des Bug-MG ist zugeschweißt.

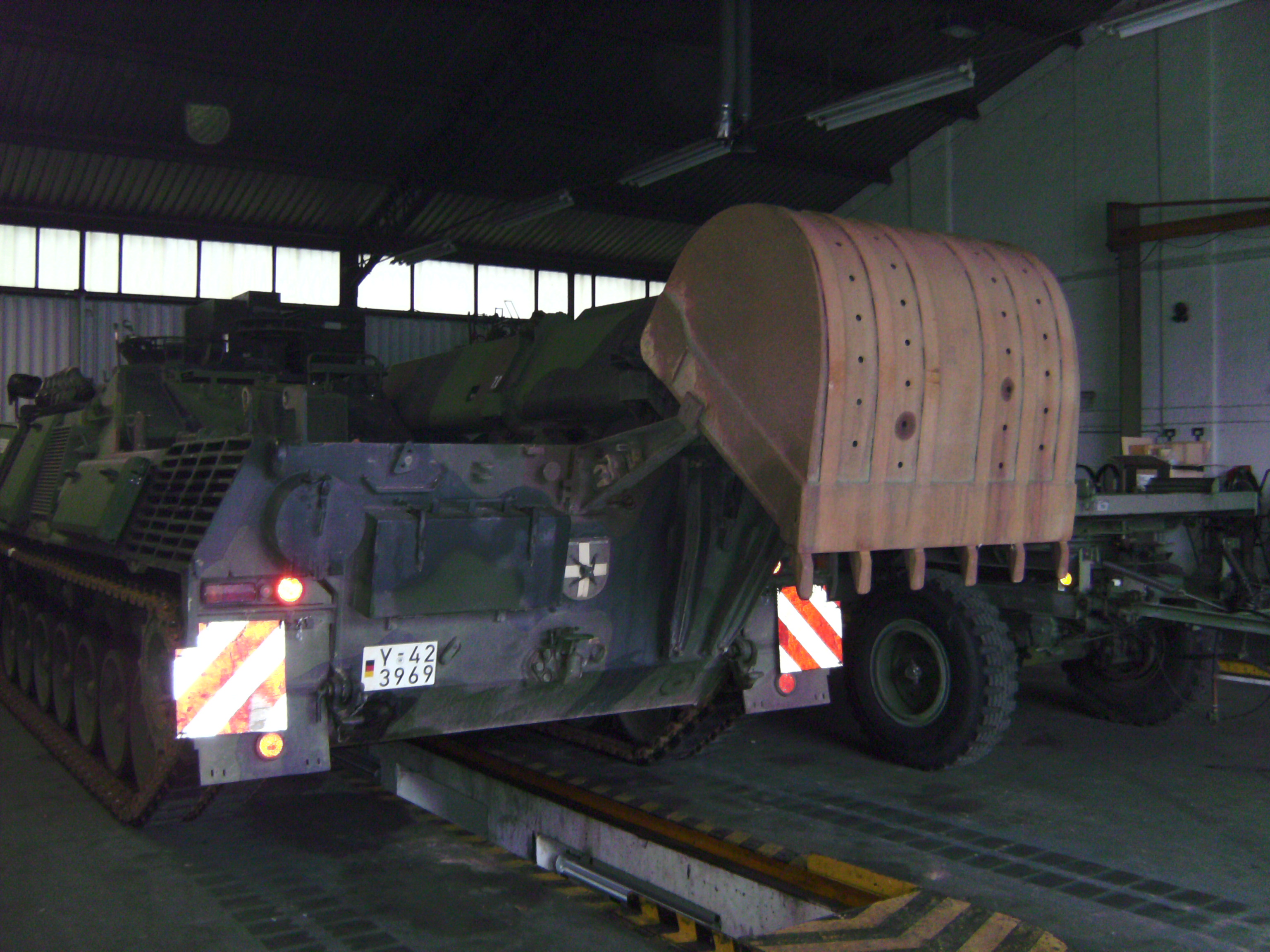
Rückseite mit dem 1,1-m³-Tieflöffel

Das Herzstück des Dachs ist seine Pionierausstattung. Dazu zählen der Teleskoparm mit Tieflöffel, der Räum- und Stützschild, die Berge- und Windeneinrichtung sowie diverse Pioniermittel wie eine Schneid- und Schweißanlage und Arbeitsscheinwerfer. Die Hydraulikanlage wurde in ihrer Leistung gesteigert und arbeitet nach dem Load-Sensing-Prinzip, das bedeutet, mehrere Hydraulikzylinder (bis zu drei Stück) können gleichzeitig und lastunabhängig voneinander bedient werden. Der Arbeitsdruck beträgt 300 bar.
Eine Besonderheit des Pionierpanzer 2 ist die Möglichkeit, mit Hilfe eines Unterwasserfahrschachtes und besonderen Vorbereitungen an Triebwerk und Fahrwerk auch in einer Wassertiefe von 4 m im Dauereinsatz zu arbeiten. Die Steuerung des Teleskoparms erfolgt dabei durch eine Fernbedienung aus dem Schacht. Ohne diese Vorkehrungen liegt die Arbeitstiefe bei 0,8 m und mit Tiefwatausrüstung bei 2,25 m. Eine Spüleinrichtung im hinteren Teil des Kampfraumes, ursprünglich entwickelt für die gepanzerte Pioniermaschine, ermöglicht ebenfalls das Arbeiten in stark verschmutzten und schnell fließenden Gewässern. Das umgewälzte Wasser dient zur Kühlung von Triebwerk und Hydrauliköl.
Wie schon beim Prototyp der GPM von EWK wurde die Baggeranlage vorne rechts auf dem Fahrgestell angebaut. Die Ähnlichkeit des Teleskopbaggerarms ist das auffälligste Merkmal dieses Entwurfes von MaK. Die auf 9,20 m Länge ausfahrbare Konstruktion erlaubt einen Schwenkbereich von 195,5° und einen Wippwinkel von +/−60°. Für die anfallenden Erdarbeiten stehen Tieflöffel mit Zähnen und Abflusslöchern zur Verfügung. Das Fassungsvermögen beträgt 0,6 m³ und 1,1 m³. Die Baggerleistung erreicht 140 m³/h, die Reißkraft 125 kN. Durch eine Klammereinrichtung mit zwei Klauen können Balken, Bäume und andere Hindernisse entfernt werden. Die optionale Vorrichtung am Arm kann mit dem Tieflöffel zusammen als dritte Klaue verwendet werden. Darüber hinaus wird die Baggeranlage von den Pionieren auch zum Eindrücken und Einreißen verwendet.
Ein zurüstbarer Wirbelhaken am Teleskoparm erlaubt ebenfalls den Einsatz als Kran, mit dem Lasten von bis zu 7,8 t bei 3,98 m Ausladung und bis zu 2,6 t bei 7,92 m Ausladung gehoben werden können. Durch eine technische Änderung ist die maximale Last im Laufe der Nutzungszeit auf 2 t herabgesetzt worden, wobei hier die Brückenviertel der Panzerschnellbrücke Biber mit 2,5 t die Ausnahmelast darstellen. Bei einer Überbelastung im Kranbetrieb stoppt eine Überlastwarnanlage – die vom Bediener per Hand zurückgesetzt werden muss – den Hebezeugbetrieb.
Die Form des Räum- und Stützschildes wurde auf die Einsatzgebiete der Pioniere abgestimmt und kann durch umklappbare Verbreiterungen von 3,25 m auf 3,75 m erweitert werden. Der Schnittwinkel beträgt feste 50°, die Höhe 94 cm. Ausgestattet mit einer Abreißkante, die das Material auflockert und verwirbelt, können Panzerabwehrgräben geschoben und Hindernisse beseitigt werden. Die Räumleistung beträgt 270 m³/h. Das Anlegen eines Kampfstandes für einen Kampfpanzer nimmt rund 15 min in Anspruch. Zwei zurüstbare Reißzähne ermöglichen bei Bedarf im Rückwärtsfahren bis in eine Tiefe von 45 cm eine Bodenauflockerung. Im Bagger- und Windeneinsatz dient der Schild als Erdanker und sorgt so für einen stabilen Stand des Pionierpanzers.
Die Windenanlage wurde von MaK unverändert übernommen und um eine verbesserte Spannvorrichtung ergänzt, die beim Auf- und Abrollen für eine gleichmäßige Seilspannung sorgt. Die Zugkraft der Trommelwinde beträgt 345 kN (34,5 t) im Einzelzug und 690 kN (69 t) im Doppelzug mit Umlenkrolle. Die Arbeitsgeschwindigkeit beträgt 14 m/min im ersten Gang und 44 m/min im zweiten Gang. Eine Rolle oberhalb der Räumschildmitte reduziert den Verschleiß des 90 m langen und 33 mm starken Seils beim Abrollen. Beim Unterwassereinsatz muss der Seilantrieb abgedeckt werden und ist somit nicht einsetzbar. Der kanadische Badger verfügt abweichend über eine Spillwinde mit einer Zugkraft von 350 kN (35 t) im Einzelzug.
Zur weiteren Ausstattung gehören darüber hinaus eine Schneid- und Schweißanlage (54 V/360 A), Winkelschleifer, Schlagschrauber, Fahrzeugheber, Umlenkrollen, Abschleppschere, Schäkel und zusätzlich zum Bordwerkzeug ein erweiterter Werkzeugsatz. Der Verlust an innerem Stauraum wurde durch drei Kisten auf dem Fahrzeug ausgeglichen, die 2009 bei den deutschen Streitkräften durch eine wasserdichte Staukiste auf dem Motordeck ergänzt wurden. Abschließbare Werkzeugboxen an den Wannenseiten sollen darüber hinaus vor Verlust und Beschädigung der Ausrüstung im Einsatz schützen.

### Technische Daten

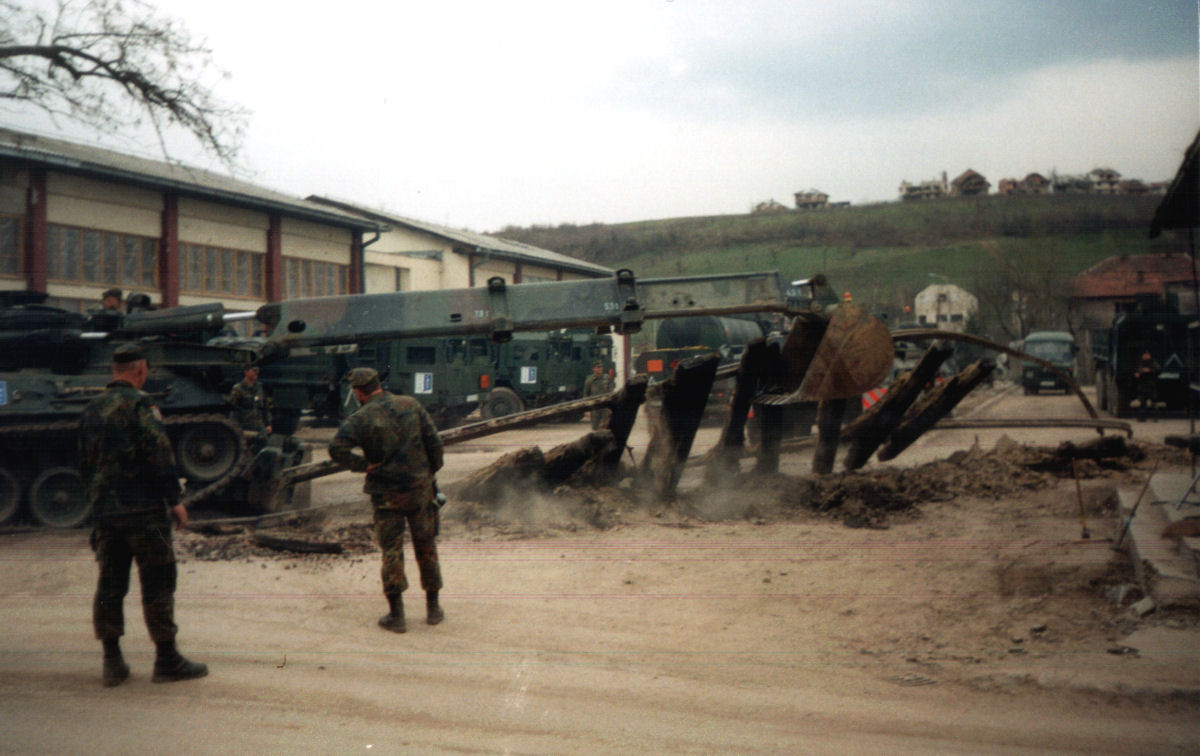
Entfernen von alten Schienen im Feldlager Rajlovac

| Bezeichnung                   | Pionierpanzer 2A1 Dachs / Badger AEV                                              |
| ----------------------------- | --------------------------------------------------------------------------------- |
| Typ                           | Pionierpanzer                                                                     |
| Besatzung                     | 3                                                                                 |
| Motor                         | 10-Zylinder-Mehrstoff-Dieselmotor MTU MB 838 CaM-500                              |
| Leistung                      | 610 kW (830 PS)                                                                   |
| Getriebe                      | Planetengetriebe ZF 4HP250 mit vier Vorwärts- und zwei Rückwärtsgängen            |
| Fahrwerk                      | drehstabgefedertes Stützrollenlaufwerk mit sieben Laufrollen und vier Stützrollen |
| Länge über alles              | 8.930 m mm                                                                        |
| Breite über alles             | 3.250 mm                                                                          |
| Höhe über alles               | 2.570 mm                                                                          |
| Bodenfreiheit                 | 440 mm                                                                            |
| Watfähigkeit                  | 2250 mm, mit Vorbereitung bis 4000 mm unterwasserfahr- und arbeitsfähig           |
| Grabenüberschreitfähigkeit    | 2.500 mm                                                                          |
| Kletterfähigkeit              | 900 mm                                                                            |
| Steigfähigkeit                | 60 %                                                                              |
| Querneigung                   | 30 %                                                                              |
| Leergewicht                   | 42.500 kg                                                                         |
| Gefechtsgewicht               | 43.000 kg                                                                         |
| Höchstgeschwindigkeit Straße  | 62 km/h                                                                           |
| Höchstgeschwindigkeit Gelände | 45 km/h                                                                           |
| Kraftstoffmenge               | 1.410 Liter                                                                       |
| Reichweite                    | ca. 500 km (Straße), ca. 300 km (Gelände)                                         |
| Bewaffnung                    | ein Maschinengewehr MG3 oder zwei C6 GPM (Kanada), Nebelmittelwurfanlage          |
| Besonderheiten                | kanadische Variante mit Bug-MG und mit Leiter am Teleskoparm ausgestattet         |

## Nutzer
- Deutschland: 149
- Belgien[2]
- Kanada: Badger Armoured Engineering Vehicle[3]
- Chile[2]
- Ukraine: 12[4]